# Michele Viale-Prelà
Michele Viale-Prelà (né le 29 septembre 1798 à Bastia en Corse, et mort le 15 mai 1860 à Bologne) est un archevêque et cardinal italo-français du XIXe siècle. Son oncle Tommaso est le médecin de Pie VII et son frère Benedetto est le médecin du pape Pie IX.

## Biographie
Michele Viale-Prelà exerce diverses fonctions au sein de la Curie romaine, notamment auprès de la Secrétairerie d'État du Saint-Siège et comme internonce extraordinaire en Bavière. Il est nommé archevêque titulaire de Carthage en 1841 et nonce apostolique en Bavière et envoyé comme nonce apostolique en Autriche (en) en 1845. Il est transféré à l'archidiocèse de Bologne en 1855.
Michele Viale-Prelà est créé cardinal in pectore par le pape Pie IX lors du consistoire du 15 mars 1852. Sa création est publiée le 7 mars 1853.

## Succession apostolique
Michele Viale-Prelà a ordonné les évêques suivants :
- Évêque Josip Juraj Strossmayer (1850)
- Évêque László Záboysky (hu) (1851)
- Évêque Józef Alojzy Pukalski (de) (1852)
- Évêque Franz Joseph Rudigier (de) (1853)
- Archevêque Andrea Casasola (it) (1856)
- Évêque Pietro Buffetti (1857)